# Красноорловське сільське поселення
Красноорло́вське сільське поселення (рос. Красноорловское сельское поселение) — муніципальне утворення у складі Армізонського району Тюменської області, Росія.
Адміністративний центр — село Красноорловське.

## Населення
Населення — 462 особи (2020; 495 у 2018, 572 у 2010, 667 у 2002).

## Склад
До складу поселення входять такі населені пункти:
| Населений пункт       | Населення, осіб (2002) | Населення, осіб (2010) |
| --------------------- | ---------------------- | ---------------------- |
| Забошне, присілок     | 75                     | 54                     |
| Кіровська, присілок   | 37                     | 24                     |
| Красноорловське, село | 414                    | 391                    |
| Няшино, присілок      | 106                    | 74                     |
| Октябрська, присілок  | 35                     | 29                     |